# Шенхоров, Чингиз Бадмаевич
Чингиз Бадмаевич Шенхоров − российский бурятский художник, Народный художник Российской Федерации (2021).

## Биография
Родился в 1948 году в семье кузнеца в улусе Далахай Тункинского аймака Бурят-Монгольской АССР.
После школы в 1972 году поступил в Ленинградский институт живописи, скульптуры и архитектуры имени Ильи Репина, учился в мастерской Александра Зайцева.
С 1978 года Шенхоров постоянно участвует в зарубежных, всесоюзных, республиканских, зональных и краевых выставках. В 1978 году стал членом Союза художников СССР.
Написал такие живописные картины, как «Торская долина» (1979), «Тунка. Закат.» (1980), «Земля Гэсэра» (1985), «Установление советской власти в Тунке» (1986), натюрморт «Букет» (1988), «Боги Байкала» (1989. Работал в графике: создал серию «Абай Гэсэр» — «Война» (1994), «Хан Хурмас Богдо хан» (1994).
Создал серию картин о строителях БАМа.
Картины Шенхорова выставлены в Республиканском художественном музее имени Цыденжапа Сампилова, а также в других музеях. Его работы находятся также в частных коллекциях России и зарубежных странах: Тайвань, Корея, Япония, Китай, Монголия, Индия, США, Австралия, Новая Зеландия, Непал, Южная Африка, Израиль, Турция, Франция, Германия, Италия, Испания и др.
Персональные выставки Чингиза Шенхорова прошли в Улан-Удэ (1995, 1998, 2009, 2014 г.), Франции (2001, 2003 г.)
Лидер культуры Республики Бурятия 2010—2011 годов.
В мае 2021 года Указом Президента России за большие заслуги в области изобразительного искусства Чингизу Шенхорову присвоено звание «Народный художник Российской Федерации».

## Награды и звания
- Народный художник Российской Федерации (2021)
- Заслуженный художник Российской Федерации (1999)
- Народный художник Республики Бурятия (1998)
- Заслуженный художник Республики Бурятия (1993)
- Премия Правительства Российской Федерации в области культуры (2006)[3][4]
- Академик Российской академии художеств (2016)
- Медаль за строительства БАМа (1982)